# Kaszkarabokor
A kaszkarabokor (Frangula purshiana) a rózsavirágúak (Rosales) rendjébe, ezen belül a bengefélék (Rhamnaceae) családjába tartozó faj.

## Jellemzése
Az USA nyugati részéből származó kaszkarabokrot Kelet-Afrikában is meghonosították, ahol hasonló termesztési körülmények vannak (száraz és forró éghajlat). Erekkel hálózott elliptikus levelei kihegyesedők. Apró csonthéjas bogyótermése éretten fekete. A kérge barnás paraszemölcsökkel sűrűn borított.

## Gyógyhatása
Kérge kisebb adagban enyhe, nagyobb adagban erélyes hashajtó hatású. Ezt a hatását a víz és az elektrolitok visszaszívódásának gátlásával és a perisztaltika (bélmozgás) fokozásával éri el. Hosszan tartó kezelésnél az elektrolit-háztartás káliumvesztéssel járó zavarai léphetnek fel. A káliumhiány székrekedést idéz elő, így a kezelés a kívánt hatással ellentétes eredménnyel jár.

## Felhasználása
Kérgét az alkalmanként jelentkező székrekedésnél tüneti kezelésként használják, pontosan követve az orvosi előírást. A javasolt gyógykészítmények között több elfogadott, de nem ajánlott társítás is létezik (például egyéb hashajtó hatású növényekkel: mechanikus hashajtók, epehajtók, görcsoldók).
A kaszkarabokor kérgét, erős hatása és esetleges mellékhatása miatt orvosi vélemény nélkül nem tanácsos szedni. A teafőzet rendszeres használata, sőt egyéb hashajtó hatású gyógynövényekkel való társítása is tilos! A használat ideje 8-10 nap. 10 éven aluli gyermekek esetében, továbbá 10-15 éves gyermekeknél, valamint a terhesség és a szoptatás alatt alkalmazása ellenjavallt. Hosszan tartó használata esetén, egyfajta "hashajtó betegség", függőség alakul ki, amelynek következtében alhasi fájdalmak léphetnek fel, de előidézheti az elektrolit-háztartás zavarait is, valamint a vér káliumszintjének csökkenését.